# Пила (Ровиго)
Пила (итал. Pila) је насеље у Италији у округу Ровиго, региону Венето.
Према процени из 2011. у насељу је живело 328 становника. Насеље се налази на надморској висини од -3 м.